# 石城豹蛛
石城豹蛛（学名：Pardosa taxkorgan）为狼蛛科豹蛛属的动物。在中国大陆，分布于新疆等地。该物种的模式产地在新疆。